# Brian Dabul
Brian Dabul (* 24. Februar 1984 in Buenos Aires) ist ein ehemaliger argentinischer Tennisspieler.

## Karriere
Der Linkshänder begann seine Profikarriere 2001. Er gewann 2009 in Viña del Mar seinen einzigen Doppeltitel auf der ATP Tour. Seine besten Weltranglistenplatzierungen erreichte er im März 2009 mit Rang 82 im Einzel und mit Platz 79 im Januar 2010 im Doppel. Aufgrund einer hartnäckigen Rückenverletzung beendete Dabul seine Karriere am 10. Oktober 2012.

## Erfolge
| Legende (Anzahl der Siege)  |
| Grand Slam                  |
| ATP World Tour Finals       |
| ATP World Tour Masters 1000 |
| ATP World Tour 500          |
| ATP World Tour 250 (1)      |
| ATP Challenger Tour (27)    |

| Titel nach Belag |
| Hartplatz (0)    |
| Sand (1)         |
| Rasen (0)        |

### Einzel

#### Turniersiege
| Nr. | Datum           | Turnier              | Belag     | Finalgegner        | Ergebnis        |
| --- | --------------- | -------------------- | --------- | ------------------ | --------------- |
| 1.  | 5. August 2007  | Belo Horizonte       | Sand      | Eduardo Schwank    | 6:74, 7:65, 6:3 |
| 2.  | 12. August 2007 | Campos do Jordão (1) | Hartplatz | Michael Quintero   | 7:5, 7:5        |
| 3.  | 22. März 2008   | San Luis Potosí      | Sand      | Mariano Puerta     | kampflos        |
| 4.  | 10. August 2008 | Campos do Jordão (2) | Hartplatz | Izak van der Merwe | 7:5, 6:76, 6:3  |
| 5.  | 16. Januar 2010 | Salinas              | Hartplatz | Nicolás Massú      | 7:5, 6:1        |
| 6.  | 24. April 2010  | Tallahassee          | Hartplatz | Robby Ginepri      | 4:6, 4:0 aufgg. |
| 7.  | 3. Juli 2010    | Winnetka             | Hartplatz | Tim Smyczek        | 6:1, 1:6, 6:1   |
| 8.  | 23. Juli 2011   | Manta                | Hartplatz | Facundo Argüello   | 6:1, 6:3        |

### Doppel

#### Turniersiege

##### ATP World Tour
| Nr. | Datum           | Turnier      | Belag | Partner      | Finalgegner                      | Ergebnis |
| --- | --------------- | ------------ | ----- | ------------ | -------------------------------- | -------- |
| 1.  | 8. Februar 2009 | Viña del Mar | Sand  | Pablo Cuevas | František Čermák Michal Mertiňák | 6:3, 6:3 |

##### ATP Challenger Tour
| Nr. | Datum              | Turnier              | Belag     | Partner            | Finalgegner                         | Ergebnis          |
| --- | ------------------ | -------------------- | --------- | ------------------ | ----------------------------------- | ----------------- |
| 1.  | 24. Juli 2005      | Bogotá               | Sand      | Marcelo Melo       | Marcos Daniel Santiago González     | 6:4, 6:4          |
| 2.  | 21. August 2005    | Manta                | Hartplatz | Marcel Felder      | Franco Ferreiro Marcelo Melo        | 6:3, 4:6, 6:4     |
| 3.  | 5. November 2005   | Montevideo           | Sand      | Damián Patriarca   | Daniel Köllerer Oliver Marach       | 6:0, 6:4          |
| 4.  | 17. September 2006 | Belém                | Sand      | Cristian Villagrán | Alessandro Da Col Francesco Piccari | 6:3, 6:2          |
| 5.  | 27. Januar 2007    | Santiago de Chile    | Sand      | Marc López         | Pablo Cuevas Horacio Zeballos       | 6:2, 3:6, [10:8]  |
| 6.  | 16. Juni 2007      | Bytom                | Sand      | Hugo Armando       | Tomasz Bednarek Michał Przysiężny   | 6:4, 1:6, [10:5]  |
| 7.  | 15. Juli 2007      | Bogotá III           | Sand      | Santiago González  | Pablo González Leonardo Mayer       | 6:2, 6:2          |
| 8.  | 14. Oktober 2007   | Quito                | Sand      | Marcos Daniel      | Hugo Armando David Marrero          | 4:6, 7:5, [10:7]  |
| 9.  | 10. November 2007  | Guayaquil            | Sand      | Juan Pablo Guzmán  | Bart Beks Michael Quintero          | 7:65, 6:3         |
| 10. | 9. März 2008       | Bogotá II            | Sand      | Ramón Delgado      | Thomaz Bellucci Bruno Soares        | 7:65, 6:4         |
| 11. | 10. August 2008    | Campos do Jordão     | Hartplatz | Marcel Felder      | Márcio Torres Izak van der Merwe    | 6:4, 7:69         |
| 12. | 3. November 2013   | Montevideo (2)       | Sand      | Martín Cuevas      | Rogério Dutra da Silva André Ghem   | kampflos          |
| 13. | 3. Mai 2009        | Tunis                | Sand      | Leonardo Mayer     | Johan Brunström Jean-Julien Rojer   | 6:4, 7:66         |
| 14. | 3. Oktober 2009    | Buenos Aires III (1) | Sand      | Sergio Roitman     | Lucas Arnold Ker Máximo González    | 6:74, 6:0, [10:8] |
| 15. | 9. Januar 2010     | São Paulo            | Hartplatz | Sebastián Prieto   | Tomasz Bednarek Mateusz Kowalczyk   | 6:3, 6:3          |
| 16. | 2. Oktober 2010    | Montevideo (3)       | Sand      | Carlos Berlocq     | Máximo González Sebastián Prieto    | 7:5, 6:3          |
| 17. | 10. Oktober 2010   | Buenos Aires III (2) | Sand      | Carlos Berlocq     | Jorge Aguilar Federico Delbonis     | 6:3, 6:2          |
| 18. | 28. November 2010  | Buenos Aires         | Sand      | Carlos Berlocq     | Andrés Molteni Guido Pella          | 7:64, 6:3         |
| 19. | 24. Juli 2011      | Manta                | Hartplatz | Izak van der Merwe | Marcel Felder Daniel Garza          | 6:1, 6:72, [11:9] |